# Sklop romaničko-gotičkih kuća u Splitu u Kružićevoj i Nelipićevoj
Sklop romaničko-gotičkih kuća nalazi se na adresi Kružićeva 5-7 i Nelipićeva 1 u Splitu.
Sklop dvije međusobno spojene gotičke građevine nalazi se unutar srednjovjekovnog zapadnog dijela povijesne jezgre Splita. Smješten je na zapadnom kraju dvije paralelne ulice; Kružićeve na sjeveru i Ulice knezova Nelipića na jugu. Dvije građevine sjedinjene su u nizu građevinskih transformacija od 14. stoljeća do 18. i 19. stoljeća. Zapadna građevina je visine prizemlja i dva kata, istočna ima prizemlje i tri kata, a visinska je razlika svladana stubama. U valorizaciji sklopa koji je zadržao vanjski izgled karakterističan za srednjovjekovni dio gradske jezgre, posebno se ističu izvorne monofore sa šiljastim gotičkim lukom na sjevernom i južnom pročelju, te obnovljeni kasetirani gotički strop u sali na prvom katu. Od konzervatorsko-restauratorske obnove krajem 1980-ih, građevina se izdvaja i primjerenom kulturnom i znanstvenom namjenom s naglaskom na zaštiti i istraživanju spomeničke baštine (Gradski zavod za zaštitu spomenika, Konzervatorski odjel u Splitu, Institut za povijest umjetnosti - Centar Cvito Fisković) čime dodatno dobiva na značaju kao spomenički i kulturno-javni reper u povijesnoj jezgri Splita.

## Zaštita
Pod oznakom Z-6427 zaveden je kao nepokretno kulturno dobro - pojedinačno, pravna statusa preventivno zaštićena kulturnog dobra, klasificirano kao "profana graditeljska baština".